# Лимбургер
Лимбургер (нем. Limburger, фр. Herve, нидерл. Rommedoe) — мягкий сыр из пастеризованного коровьего молока, отличается резким ароматом и интенсивным вкусом.
Страна происхождения — Бельгия (в старину — Лимбургское герцогство с его столицей) широко распространён также в Австрии, Голландии и Германии.
Цвет — нежно-сливочный, корочка съедобная, мягкая, жёлто-коричневая, иногда со следами белой плесени.
Вырабатывается при помощи бактерий Brevibacterium linens. Вызревает от двух недель до трёх месяцев. Производится в виде кирпичиков весом по 200 или 500 грамм. В начале вызревания имеет нежный вкус, который со временем становится очень интенсивным.
Употребляется с молодым картофелем, с чёрным хлебом и луком. Подходящие напитки: пиво, крепкое сухое красное вино, яблочный сидр.
По воспоминаниям Андрея Нартова, лимбургер был любимым лакомством Петра I:
Кушанье его было: кислые щи, студени, каша, жареное с огурцами или лимонами солеными, солонина, ветчина, да отменно жаловал лимбургский сыр.

## В русской литературе
- А. С. Пушкин. «Евгений Онегин», глава 1, строфа XVI:

Пред ним roast-beef окровавленный,
И трюфли, роскошь юных лет,
Французской кухни лучший цвет,
И Страсбурга пирог нетленный
Меж сыром лимбургским живым
И ананасом золотым.